# Sciuridae

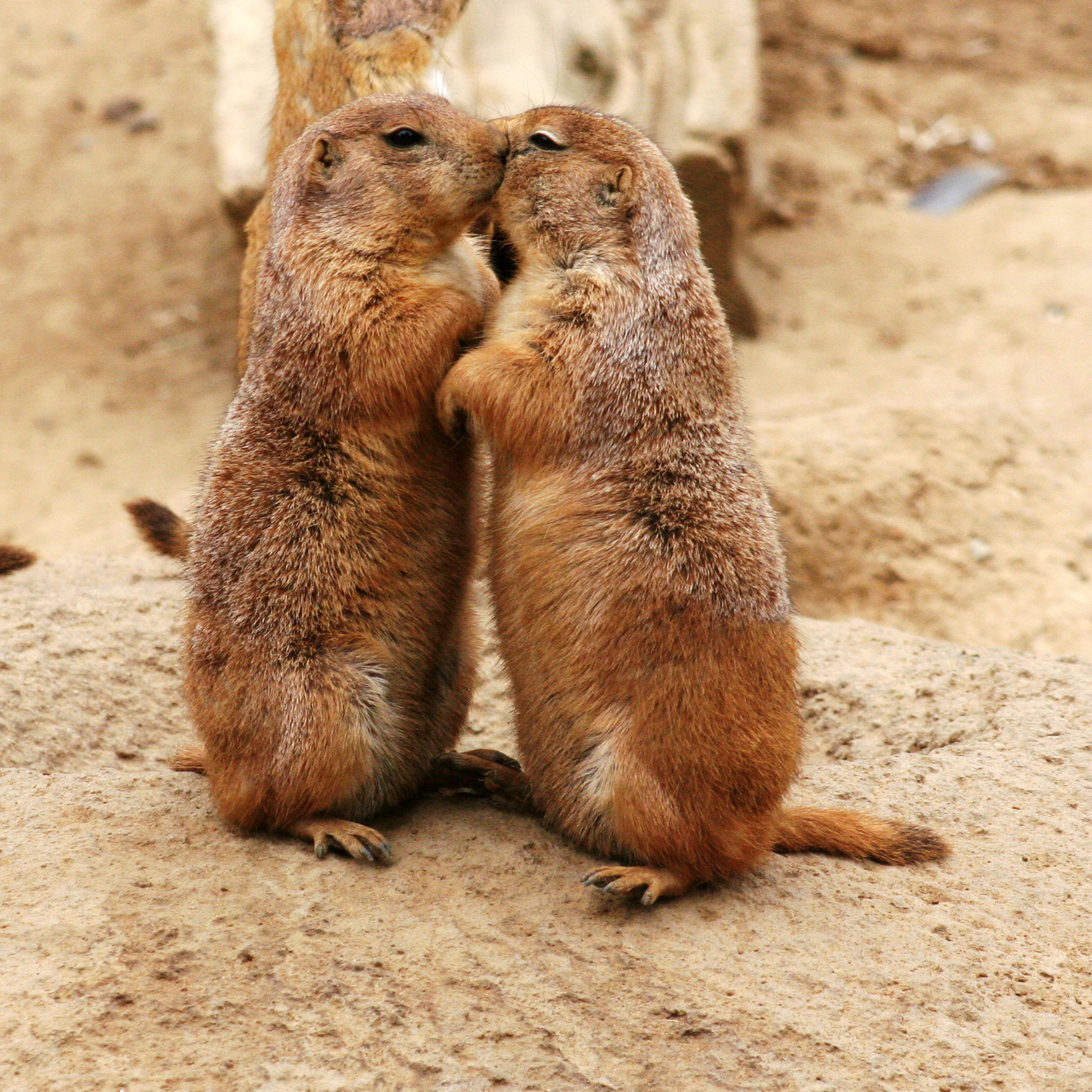
Perritos de la pradera de cola negra (Cynomys ludovicianus).

Los esciúridos (Sciuridae) son una familia de roedores esciuromorfos que incluye las ardillas, las marmotas y los perritos de la pradera.

## Características

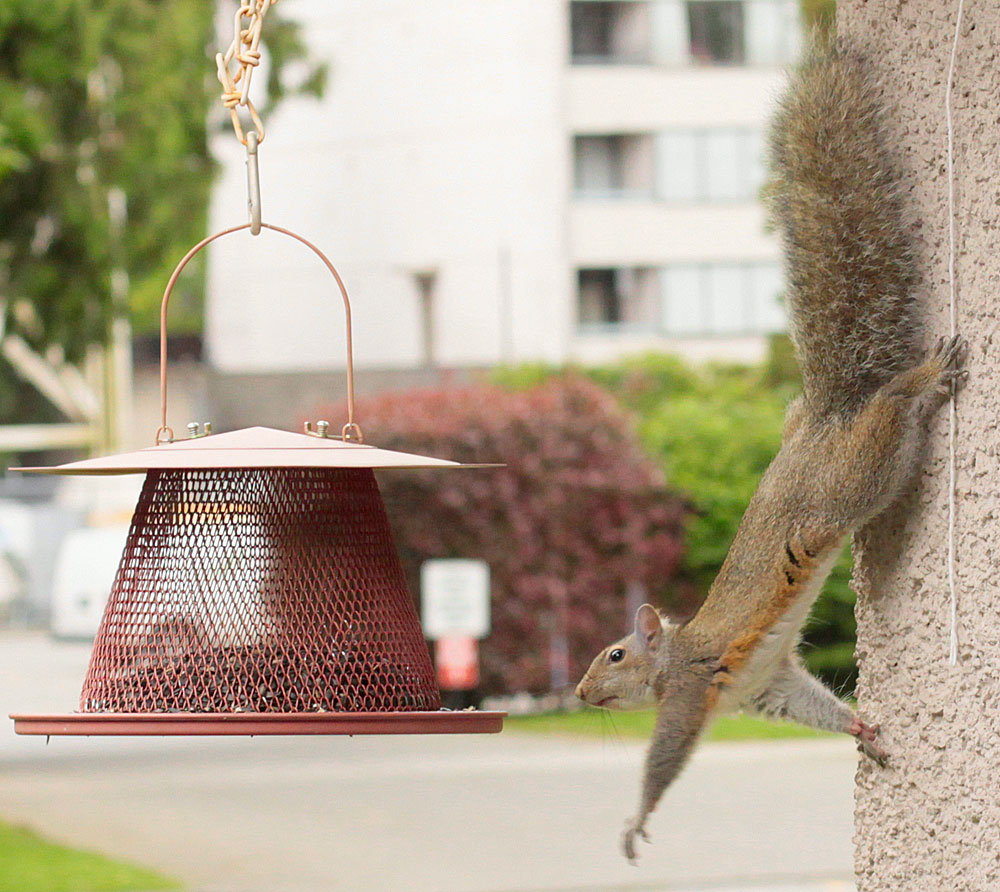
Alcanzando comida en un comedero para pájaros del jardín, esta ardilla puede girar sus patas traseras, lo que le permite descender de cabeza por un árbol

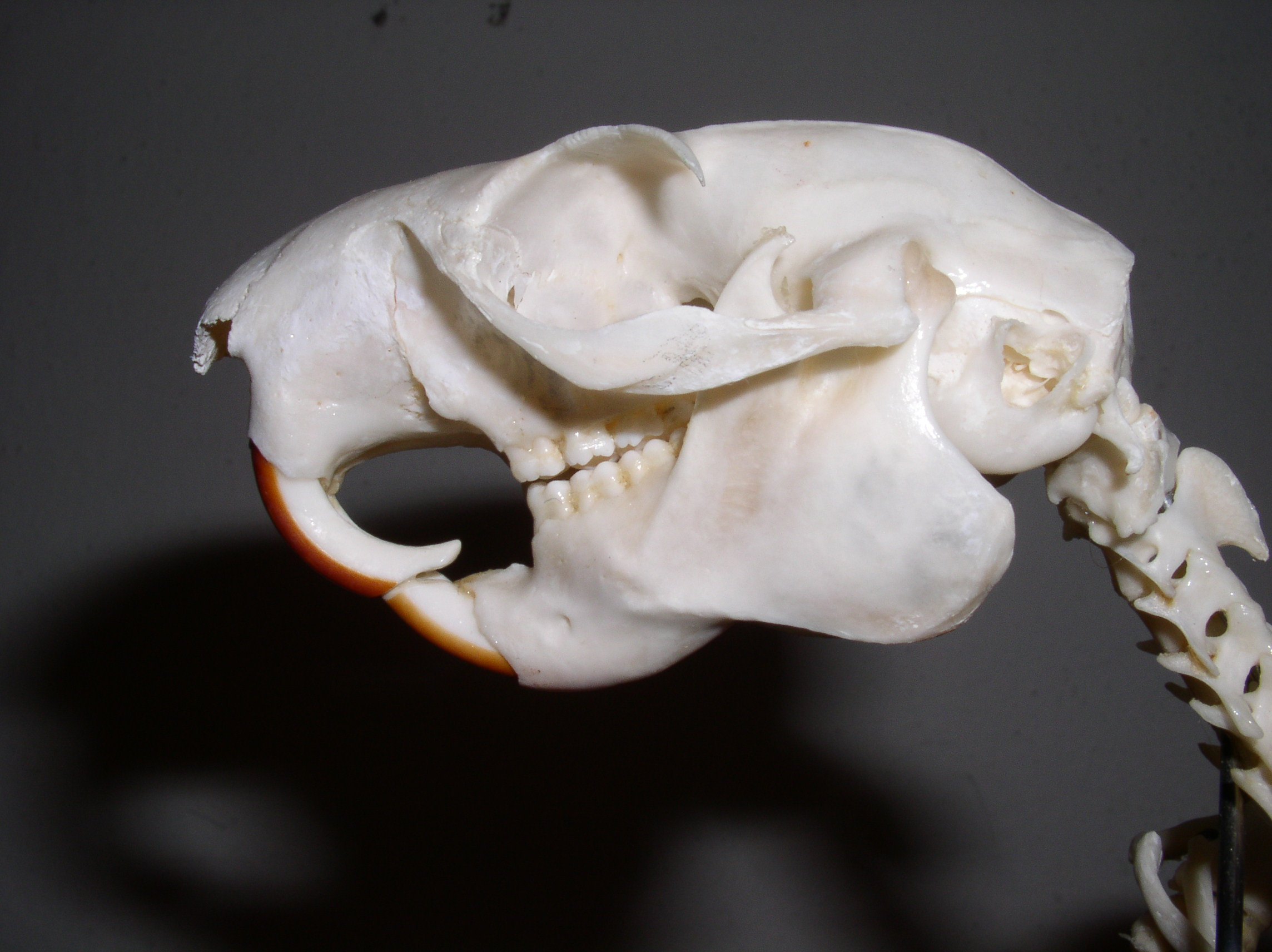
Cráneo de una ardilla gigante oriental (género Ratufa). Obsérvese la clásica forma esciuromorfa de la región anterior del zygomático.

Las ardillas son animales generalmente pequeños, con tamaños que van desde la ardilla pigmea africana y la ardilla pigmea menor de 10-14 centímetros (3,9-5,5 plg) de longitud total y apenas 12-26 gramos (0,4-0,9 oz) de peso, a la ardilla voladora gigante de Bután de hasta 1,27 metros (1,4 yd) de longitud total, y varias especies de marmota, que pueden pesar 8 kilogramos (17,6 lb) o más. Las ardillas suelen tener cuerpos delgados con colas muy largas y tupidas y ojos grandes. En general, su pelaje es suave y sedoso, aunque mucho más grueso en unas especies que en otras. El color del pelaje de las ardillas varía mucho de una especie a otra, e incluso dentro de una misma especie.
Sus patas son cortas, pero fuertes. Mediante sus uñas curvadas y afiladas, se agarra a la corteza cuando salta de un árbol a otro (son auténticas acróbatas). En la mayoría de las especies de ardillas, las extremidades traseras son más largas que las delanteras, mientras que todas las especies tienen cuatro o cinco dedos en cada pata. Los pies, que incluyen un pulgar a menudo poco desarrollado, tienen almohadillas blandas en la parte inferior y garras versátiles y robustas para agarrar y escalar. Las ardillas arborícolas, a diferencia de la mayoría de los mamíferos, pueden descender de un árbol de cabeza. Lo hacen girando los tobillos 180 grados, lo que permite que las patas traseras apunten hacia atrás y se agarren así a la corteza del árbol desde la dirección opuesta.
Las ardillas viven en casi todos los hábitats, desde la selva tropical hasta el desierto semiárido, evitando únicamente las regiones polares altas y los desiertos más secos.  Son predominantemente herbívoros, subsistiendo a base de semillas y frutos secos, pero muchos comen insectos e incluso pequeños vertebrados. Se cree que su dieta ancestral era a base de frutos secos, de la que se fueron desarrollando distintas adaptaciones a dietas más especializadas.
Como indican sus grandes ojos, las ardillas tienen un excelente sentido de la visión, que es especialmente importante para las especies que viven en los árboles. Muchas también tienen un buen sentido del toque, con vibrissae en las extremidades, así como en la cabeza.
Los dientes de los esciúridos siguen el patrón típico de los roedores, con grandes incisivos (para roer) que crecen a lo largo de la vida, y dientes en las mejillas (para triturar) que se retraen tras un amplio espacio, o diastema. La fórmula dental típica de los esciúridos es {\displaystyle {\tfrac {1.0.1.3}{1.0.1.3}}}.
Muchas ardillas jóvenes mueren en su primer año de vida. Las ardillas adultas pueden vivir entre 5 y 10 años en libertad. Algunas pueden sobrevivir de 10 a 20 años en cautividad. La muerte prematura puede ocurrir cuando un nido se cae del árbol, en cuyo caso la madre puede abandonar a sus crías si su temperatura corporal no es la correcta. Muchas de estas crías de ardilla han sido rescatadas y acogidas por un rehabilitador de fauna salvaje profesional hasta que han podido ser devueltas a la naturaleza de forma segura, aunque la densidad de las poblaciones de ardillas en muchos lugares y el cuidado constante que requieren las ardillas prematuras significa que pocos rehabilitadores están dispuestos a dedicar su tiempo a hacer esto y tales animales son rutinariamente eutanasia en su lugar.
Los propósitos declarados de las colas de las ardillas, para beneficiar a la ardilla, incluyen:
- Para protegerse de la lluvia, el viento o el frío.
- Para refrescarse cuando hace calor, bombeando más sangre por la cola.
- Como contrapeso cuando salta en los árboles.
- Como paracaídas al saltar.
- Para hacer señales.

Los pelos de la cola de ardilla son muy apreciados en la pesca con mosca para atar moscas de pesca. Una cualidad especial del pelo de la cola de ardilla es que es todo pelo de guarda, no pelo interior.
Cuando la ardilla se sienta erguida, con la cola plegada sobre la espalda puede impedir que los depredadores que miran desde atrás vean la forma característica de un pequeño mamífero.

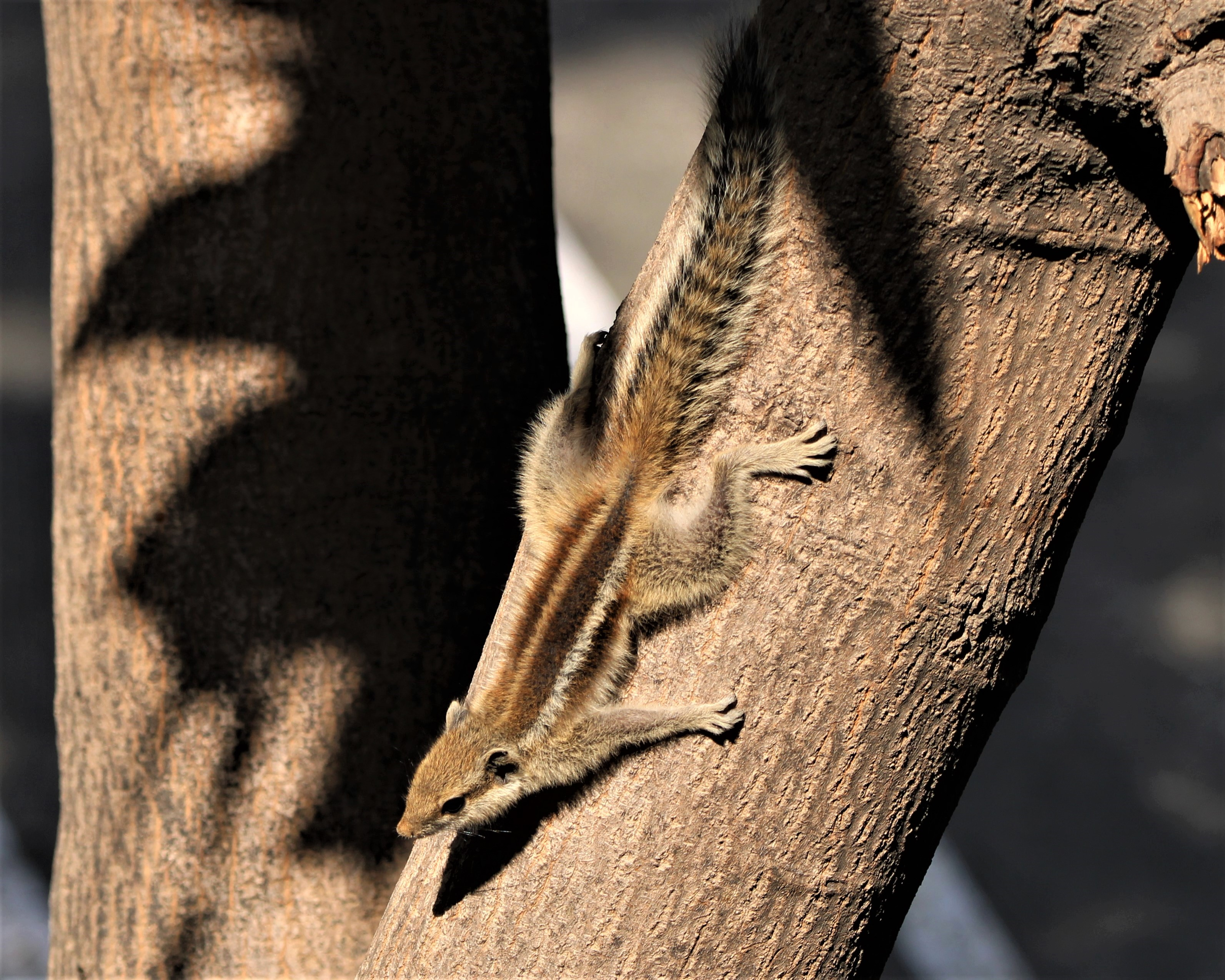
Ardilla a la luz del sol
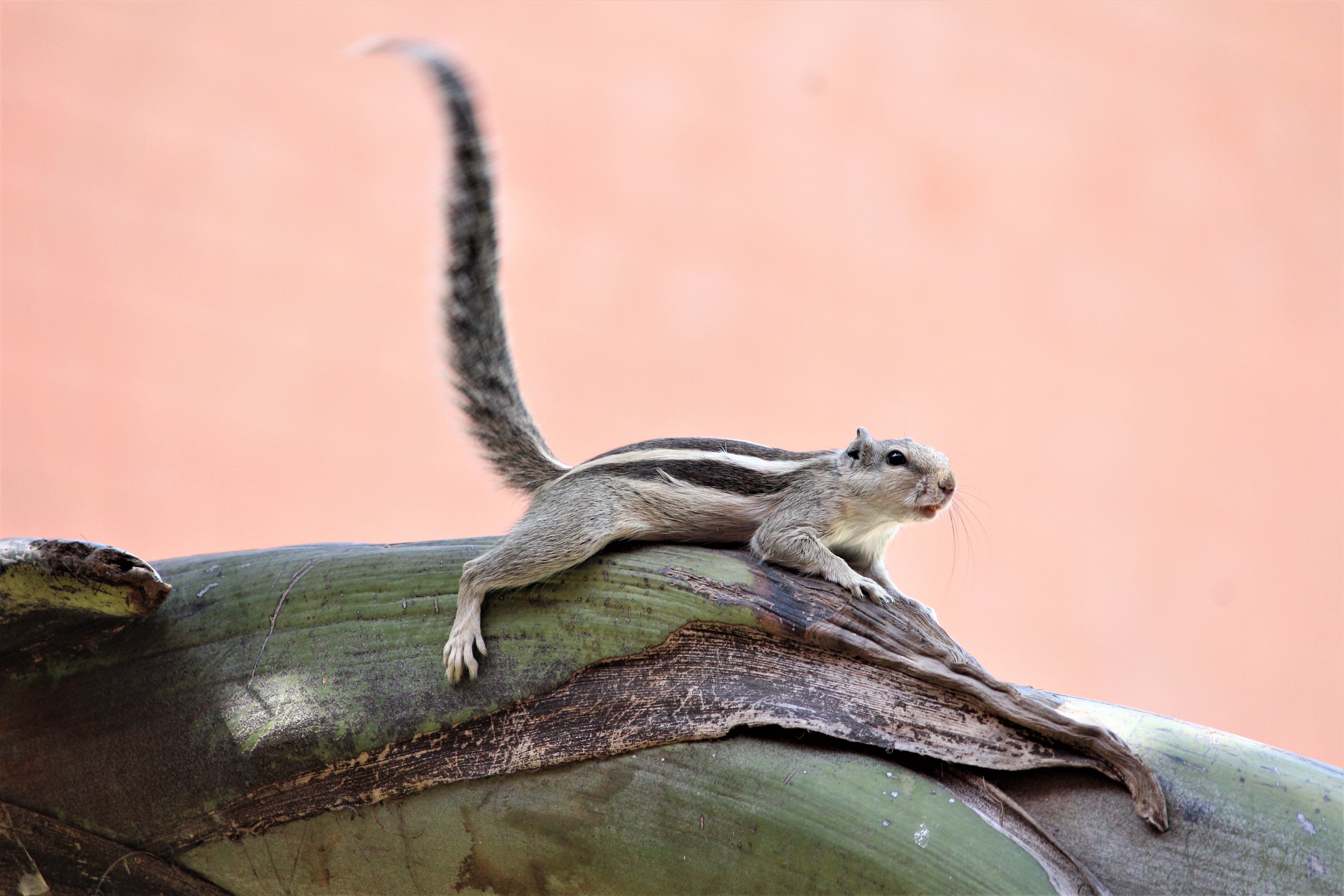
Ardilla en Chandigarh
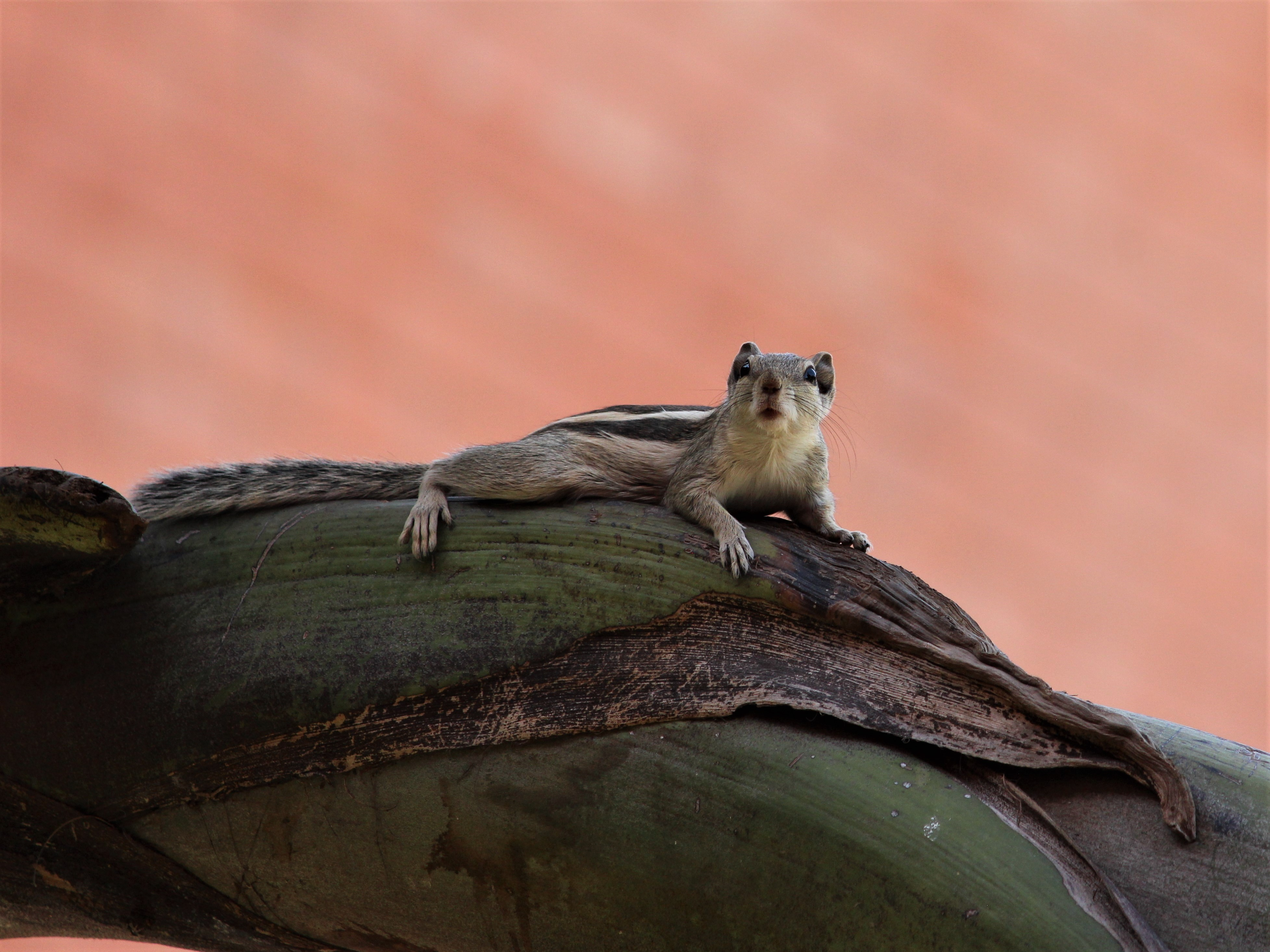
Ardilla cerca de Chandigarh
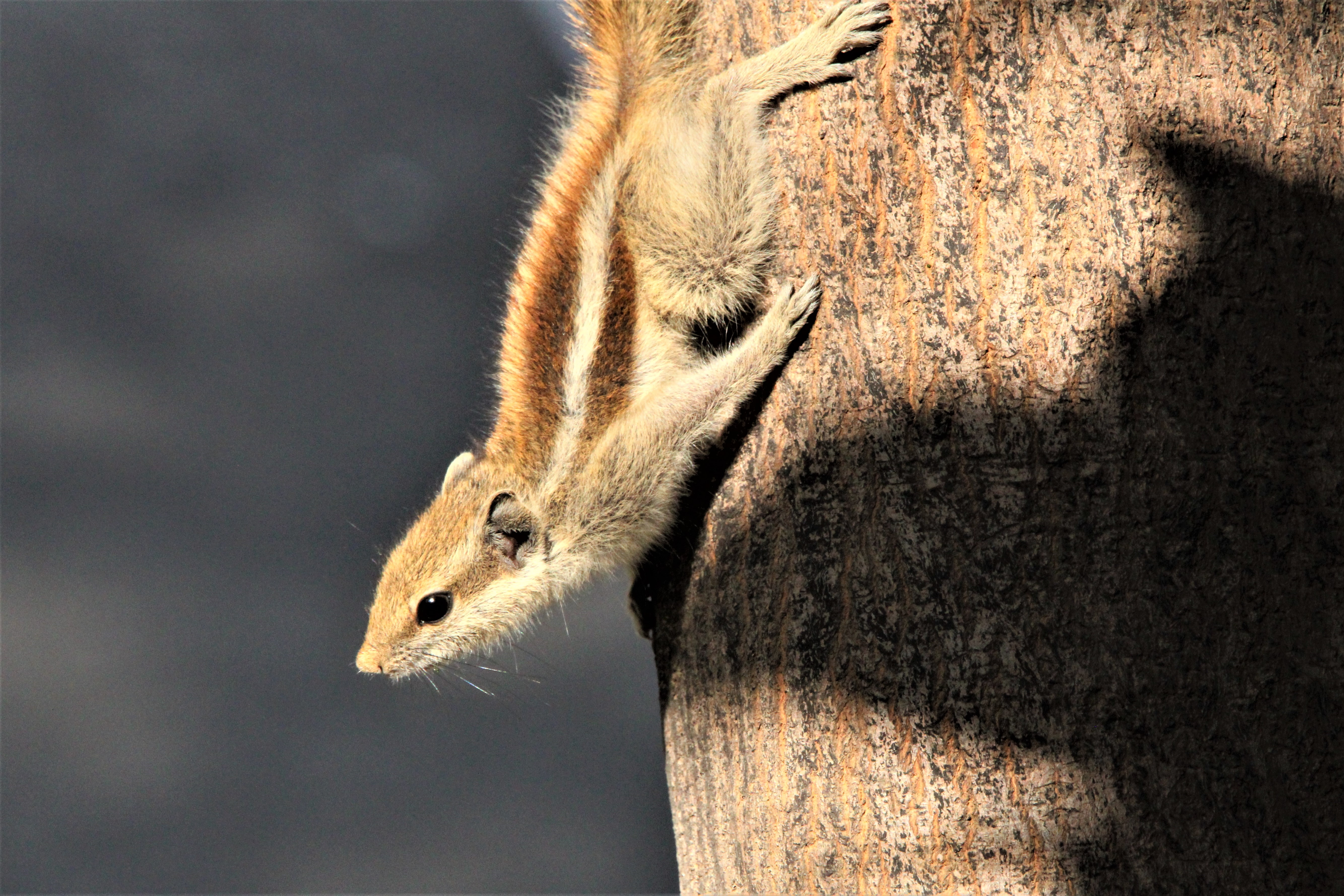
Ardilla en árbol de mango

## Comportamiento

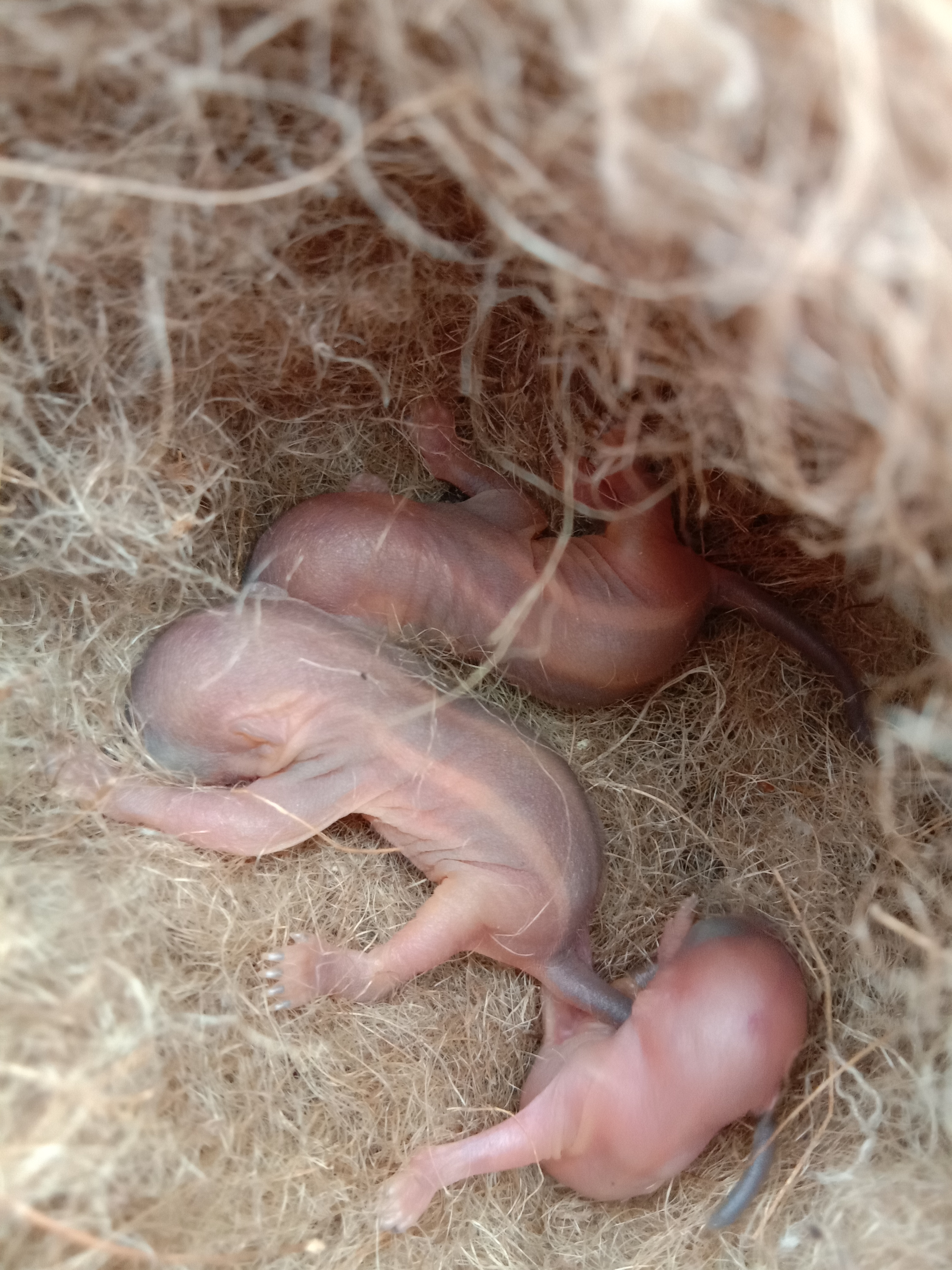
Ardillas jóvenes

Las ardillas se aparean una o dos veces al año y, tras un periodo de gestación de tres a seis semanas, paren un número de crías que varía según la especie. Las crías son altriciales, nacen desnudas, desdentadas y ciegas. En la mayoría de las especies de ardillas, sólo la hembra cuida de las crías, que se destetan a las seis o diez semanas y alcanzan la madurez sexual al final de su primer año. En general, las especies de ardillas que viven en el suelo son sociales y a menudo viven en colonias bien desarrolladas, mientras que las especies que viven en los árboles son más solitarias.
Las ardillas terrestres y arborícolas suelen ser diurnas o  crepusculares, mientras que las ardillas voladoras tienden a ser nocturnas-excepto las ardillas voladoras lactantes y sus crías, que tienen un periodo de diurnidad durante el verano.

### Alimentación

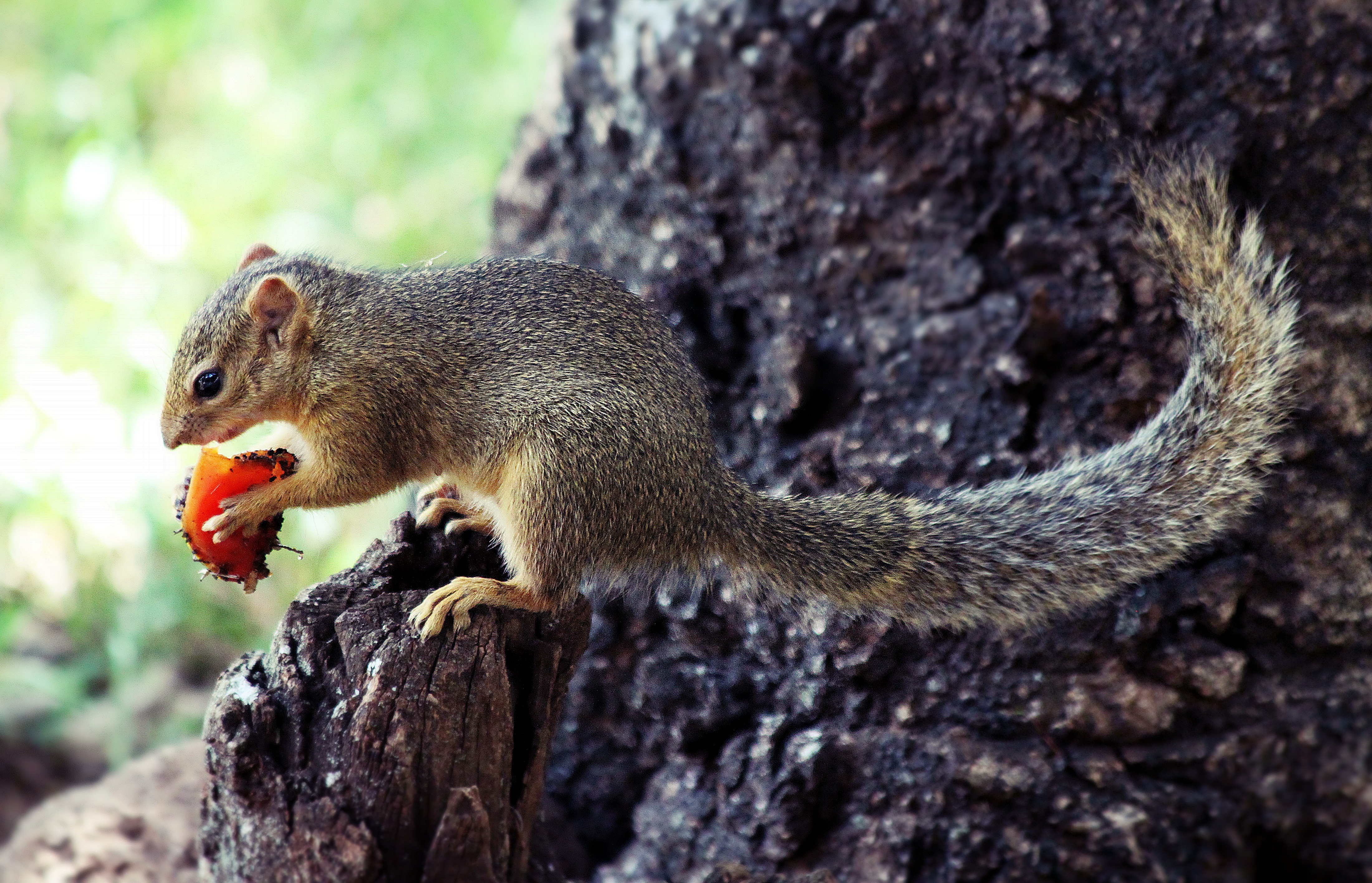
Ardilla comiendo una fruta en Manyara National Park, Tanzania

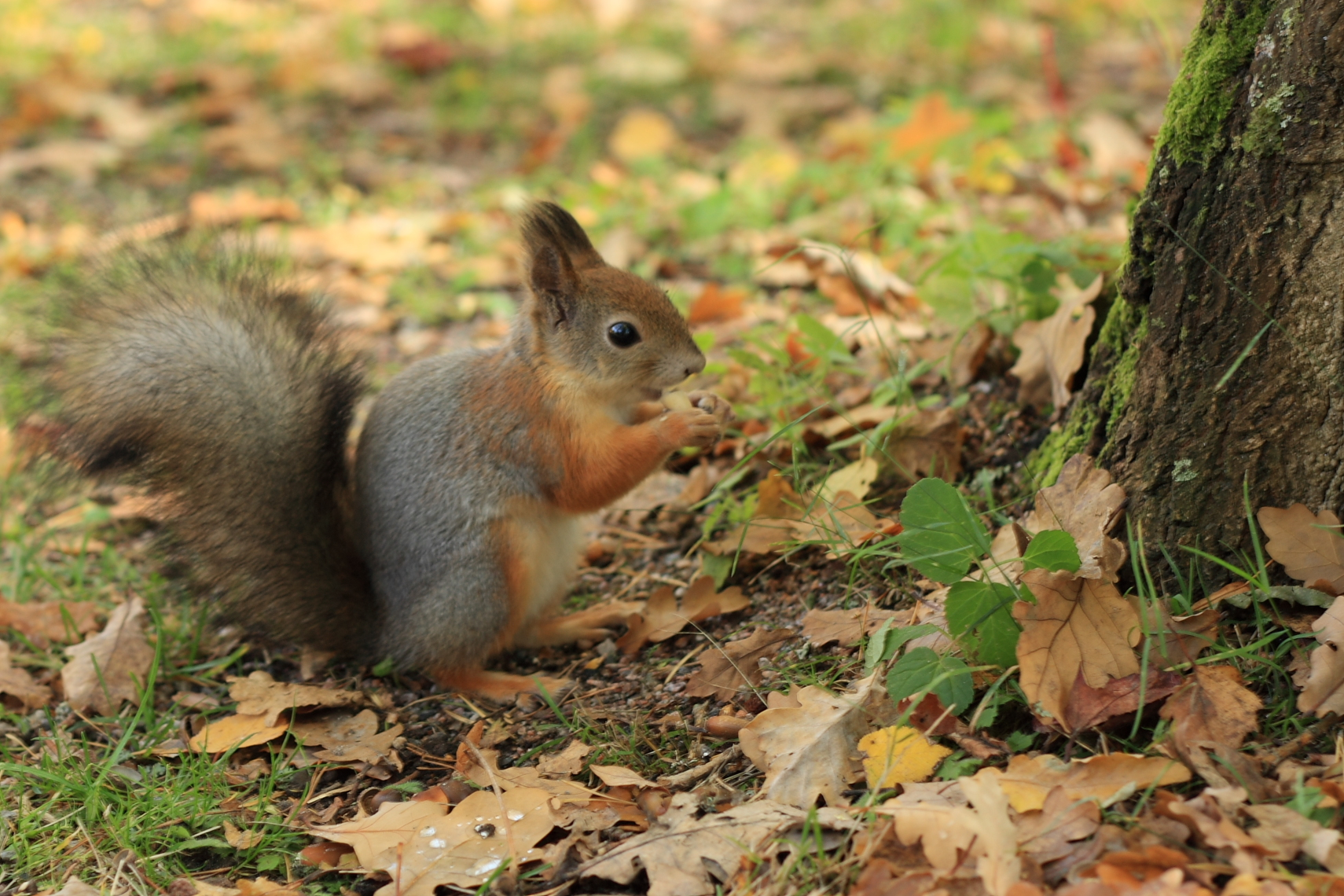
Ardilla roja en la isla Seurasaari en Helsinki, Finlandia. Las ardillas rojas domesticadas de esa isla se han acostumbrado a los humanos gracias a su alimentación prolongada.

Como las ardillas no pueden digerir la celulosa, deben recurrir a alimentos ricos en proteínas, hidratos de carbono y grasas. En las regiones templadas, el comienzo de la primavera es la época más dura del año para las ardillas porque las nueces que enterraron están empezando a brotar (y por tanto ya no están disponibles para comer), mientras que muchas de las fuentes de alimento habituales aún no están disponibles. Durante estas épocas, las ardillas dependen en gran medida de los brotes de los árboles. Las ardillas, al ser principalmente herbívoros, comen una gran variedad de plantas, así como nuecess, semillass,  conos de coníferas, frutas, hongos y vegetación verde. Algunas ardillas, sin embargo, también consumen carne, especialmente cuando se enfrentan al hambre. Se sabe que las ardillas comen pájaros pequeños, serpientes jóvenes y roedores más pequeños, así como huevos de pájaros e insectos. Algunas especies de ardillas tropicales han cambiado casi por completo a una dieta de insectos.
Las ardillas, como las palomas y otra fauna, son  sinántropos, en el sentido de que se benefician y prosperan de su interacción en entornos humanos. Este proceso gradual de interacción exitosa se denomina sinurbanización, en el que las ardillas pierden su miedo inherente a los humanos en un entorno urbana. Cuando las ardillas fueron erradicadas casi por completo durante la Revolución Industrial en la ciudad de Nueva York, más tarde se reintrodujeron para "entretener y recordar" a los humanos la naturaleza. La ardilla se integró en el entorno urbano con tanta eficacia que, cuando el comportamiento sinantrópico cesa (es decir, la gente no deja la basura fuera durante inviernos especialmente fríos), puede volverse agresiva en su búsqueda de comida.
Se ha observado agresividad y comportamiento depredador en varias especies de ardillas de tierra, en particular en la  ardilla de tierra de trece líneas. Por ejemplo, Bernard Bailey, un científico de la década de 1920, observó una ardilla de tierra de trece líneas depredando un  pollo joven. Wistrand informó haber visto a esta misma especie comiendo una serpiente recién muerta. También ha habido al menos un informe de ardillas depredando animales atípicos, como un incidente en 2005 en el que una manada de ardillas negras mató y se comió a un gran perro callejero en Lazo (Rusia).  Los ataques de ardillas a humanos son extremadamente raros, pero ocurren. 
Whitaker examinó los estómagos de 139 ardillas de tierra de trece líneas y encontró carne de ave en cuatro de los ejemplares y restos de una musaraña de cola corta en uno; Bradley, examinando los estómagos de ardilla antílope de cola blancas, encontró que al menos el 10% de los estómagos de sus 609 especímenes contenían algún tipo de vertebrado, en su mayoría lagartijass y roedores.Morgart observó una ardilla antílope de cola blanca capturando y comiéndose un ratón de bolsillo sedoso.

## Clasificación
- Familia Sciuridae
  - Subfamilia Ratufinae
    - Género Ratufa

  - Subfamilia Sciurillinae
    - Género Sciurillus

  - Subfamilia Sciurinae
    - Tribu Sciurini
      - Género Microsciurus
      - Género Rheithrosciurus
      - Género Sciurus
      - Género Syntheosciurus
      - Género Tamiasciurus

    - Tribu Pteromyini
      - Género Aeretes
      - Género Aeromys
      - Género Belomys
      - Género Biswamoyopterus
      - Género Eoglaucomys
      - Género Eupetaurus
      - Género Glaucomys
      - Género Hylopetes
      - Género Iomys
      - Género Petaurillus
      - Género Petaurista
      - Género Petinomys
      - Género Pteromys
      - Género Pteromyscus
      - Género Trogopterus

  - Subfamilia Callosciurinae
    - Género Callosciurus
    - Género Dremomys
    - Género Exilisciurus
    - Género Funambulus
    - Género Glyphotes
    - Género Hyosciurus
    - Género Lariscus
    - Género Menetes
    - Género Nannosciurus
    - Género Prosciurillus
    - Género Rubrisciurus
    - Género Sundasciurus
    - Género Tamiops

  - Subfamilia Xerinae
    - Tribu Xerini
      - Género Atlantoxerus
      - Género Spermophilopsis
      - Género Xerus

    - Tribu Protoxerini
      - Género Epixerus
      - Género Funisciurus
      - Género Heliosciurus
      - Género Myosciurus
      - Género Paraxerus
      - Género Protoxerus

    - Tribu Marmotini
      - Género Ammospermophilus
      - Género Cynomys
      - Género Marmota
      - Género Sciurotamias
      - Género Spermophilus
      - Género Tamias

## Carácter invasor en España

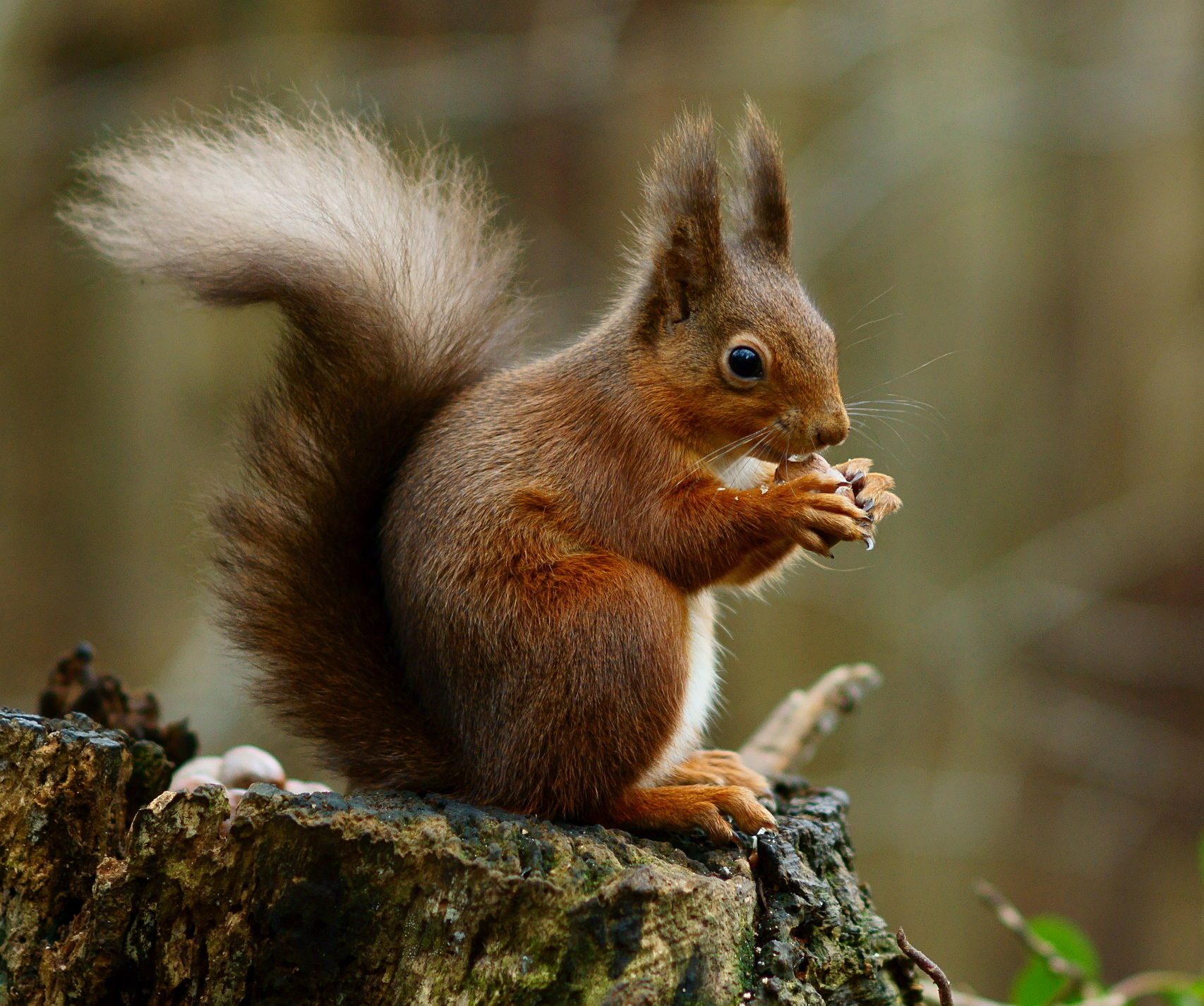
Ardilla Roja en el bosque.

Debido a su potencial colonizador y constituir una amenaza grave para las especies autóctonas, los hábitats o los ecosistemas, todas las especies de la familia Sciuridae, con excepción de las autóctonas ardilla roja y marmota alpina, han sido incluidas en el Catálogo Español de Especies Exóticas Invasoras, regulado por el Real Decreto 630/2013, de 2 de agosto, estando prohibida en España su introducción en el medio natural, posesión, transporte, tráfico y comercio.